# Privas
Privas je francouzská obec v regionu Auvergne-Rhône-Alpes, prefektura departementu Ardèche. V roce 2010 zde žilo 8 369 obyvatel. Je centrem arrondissementu Privas.

## Vývoj počtu obyvatel
Počet obyvatel 

## Partnerská města
Obec Privas podepsala smlouvy o spolupráci s těmito městy:
- Tortona, Itálie
- Weilburg, Německo
- Wetherby, Anglie
- Zevenaar, Nizozemsko